# Wikiwand
Wikiwand est un logiciel pour la présentation graphique d'articles de Wikipédia, autre que l'interface par défaut. L'interface graphique est en anglais, mais les articles sont affichés dans toutes les langues disponibles.

## Description
Wikiwand (au départ WikiWand) a été fondé en 2013 par Lior Grossman et Ilan Lewin. Le logiciel est lancé officiellement en août 2014,. L'interface comprend un menu latéral avec la table des matières de l'article, une barre de navigation avec liens vers d'autres langues, la possibilité de revenir vers l’affichage d'origine, une nouvelle typographie avec la possibilité de modifier la police, la taille, la justification, et accès à des articles liés. La table des matières latérale est escamotable. Les images sont réorganisées et mises en avant. L'édition d'une page est possible ; pour cela, le logiciel bascule dans l’éditeur de Wikipédia. La navigation entre les références et leur appel n'est pas assurée. Un résumé généré par une AI est ajouté aux articles.

## Développement
Le logiciel a été développé par Grossman pour « pallier sa propre frustration », constatant que « le site web qui est le cinquième le plus populaire, utilisé par un demi-milliard de personnes, a une interface qui n'a pas été renouvelée depuis une décennie, et qui est difficile à utiliser ». Wikiwand permet également de générer des revenus publicitaires à partir d'un contenu entièrement gratuit. L'interface est disponible sur  Chrome, Safari et Firefox et à travers le site de Wikiwand. En mars 2015, une application iOS pour iPhone et iPad a été lancée.

## Financement
En janvier 2013, Wikiwand a pu lever 600 000 dollars américains pour le développement de l’interface, grâce à l'investissement du  business angel Saar Wilf qui en est le propriétaire actuel. L'entreprise située à Tel Aviv espère financer le produit par l'intégration de publicités pour des livres, manuels, articles de journaux. L'entreprise a l'intention de verser  30 % de ses profits à la Wikimedia Foundation.